# Johannes II. Wolf von Karsbach
Johannes II. Wolf von Karsbach († 16. November 1465 in Dimbach, heute Volkach) war von 1444 bis 1454 bzw. 1455 Abt des Benediktinerklosters in Münsterschwarzach.

## Münsterschwarzach vor Karsbach
Die Jahrhunderte vor dem Amtsantritt des Johannes Wolf von Karsbach waren für die Abtei Münsterschwarzach sehr problematisch. Viele Äbte wurden nicht vom Konvent gewählt, sondern erhielten ihr Amt durch die Herren des Klosters, den Würzburger Fürstbischöfen. Durch diese Praxis wurden die Mönche im Inneren gespalten und das Kloster nach außen hin geschwächt. Zu Beginn des 15. Jahrhunderts waren zeitweise sogar zwei Äbte im Amt.
Im Jahr 1409 wurde Kaspar von Schaumberg neuer Abt des Klosters, er erhielt die Abtei allerdings nur durch ein päpstliches Dekret und wurde kurze Zeit später von seinem Konvent abgesetzt. Auch Konrad V. Geyer wurde den Mönchen oktroyiert, er erkrankte jedoch bald darauf und verstarb, noch ehe man ihn hätte absetzen können. Der Vorgänger des Johannes, Nikolaus von Gleißenberg, wurde ebenfalls nicht vom Konvent anerkannt. Ihn exkommunizierte man sogar.

## Leben
Über die Herkunft und die Familie des Abtes Johannes ist nur sehr wenig bekannt. Fest steht, dass er Teil einer weitverzweigten Familie des Niederadels (Ritter bzw. Herren von Karsbach, Truchsesse von Rieneck, die Gefolgsleute der Grafen von Rieneck waren) gewesen ist, die ihren Sitz im unterfränkischen Karsbach bei Gemünden hatten. Auch über seine frühe Klosterlaufbahn schweigen die Quellen. Johannes II. Wolf von Karsbach wurde erst mit seinem Amtsantritt fassbar: Nach der Absetzung des Abtes Nikolaus I. von Gleißenberg setzte man ihn 1444 als neuen Abt ein.
Unter der Herrschaft des Abtes Johannes begann die Reform des im Inneren tief gespaltenen Klosters. Auf Veranlassung des Klosterherren, des Bischofs Gottfried IV. Schenk von Limpurg, ließ man einige Mönche aus der Propstei Neuenberg nach Münsterschwarzach kommen. Das hessische Kloster war Einflussbereich der Äbte von Fulda, die in ihren Besitzungen die monastischen Erneuerungen bereits weitgehend umgesetzt hatten.
Die neuen Konventsmitglieder schafften zunächst das immer noch herrschende Adelsprinzip ab und öffneten die Abtei nun auch für bürgerliche Mönche. Gleichzeitig ließ Abt Johannes II. ein Dormitorium und einen Speisesaal für seine Mönche errichten, um das gemeinschaftliche Leben zu stärken. Hierzu mussten allerdings auch neue Schulden aufgenommen werden. Über die Gründe, die in den Jahren 1454/1455 zur Resignation des Abtes führten, schweigen wiederum die Quellen.
In der Folgezeit wurde Johannes Propst im Klosterdorf Dimbach. Hierhin zog er sich zurück, um die Verwaltung des Dorfes und der Kirche St. Maria de Rosario zu übernehmen. Während dieser Zeit verstarb der emeritierte Abt Johannes II. Wolf von Karsbach am 16. November. Das Todesjahr lag in den sechziger Jahren des 15. Jahrhunderts, Wagner geht vom Jahr 1465 aus. Johannes wurde entweder im Kapitelshaus des Klosters oder in Dimbach begraben.

## Wappen
Ein persönliches Wappen ist für den Abt Johannes II. Wolf von Karsbach nicht überliefert. Johannes war allerdings Teil des fränkischen Adelsgeschlechts der Wolf von Karsbach. Beschreibung des Familienwappens: In Silber ein steigender roter Wolf.